# Storm i en tekopp
Storm i en tekopp (eng: Storm in a Teacup) är en brittisk romantisk komedifilm från 1937 i regi av Ian Dalrymple och Victor Saville. I huvudrollerna ses Vivien Leigh och Rex Harrison.

## Rollista i urval
- Vivien Leigh - Victoria Gow
- Rex Harrison - Frank Burdon
- Cecil Parker - Provost William Gow
- Sara Allgood - Honoria Hegarty
- Ursula Jeans - Lisbet Skirving
- Gus McNaughton - Horace Skirving
- Edgar K. Bruce - McKellar
- Robert Hale - Lord Skerryvore
- Quentin McPhearson - Baillie Callender
- Arthur Wontner - åklagare Fiscal
- Eliot Makeham - sheriffen
- George Pughe - Menzies
- Arthur Seaton - polissergeant
- Cecil Mannering - poliskonstapel
- Ivor Barnard - Watkins
- Cyril Smith - rådsherre
- W. G. Fay - Cassidy
- Scruffy - hunden Patsy